# Habranthus argentinus
Habranthus argentinus é uma espécie de planta do gênero Habranthus.